# Književnost u 1991.
◄◄ | ◄ | 1988. | 1989. | 1990. | 1991.  | 1992. | 1993. | 1994. | ► | ►►
Arhitektura • Astronautika • Astronomija • Biologija • Film • Fotografija • Glazba • Kazalište • Kemija • Kiparstvo • Knjige • Književnost • Kršćanstvo • Meteorologija • Medicina • Planinarstvo • Politika • Pravo • Promet • Slikarstvo • Strip • Šport • Televizija • Znanost • Zrakoplovstvo • Željeznički promet
Književnost u 1991.

## Svijet

### Nagrade i priznanja
- Nobelova nagrada za književnost:

## Hrvatska i u Hrvata

### Smrti
- 20. studenog – Siniša Glavašević, hrvatski novinar, publicist i prozaik (* 1960.)

## Vanjske poveznice
|  | Zajednički poslužitelj ima još gradiva o temi Književnost u 1991. |